# Totness
Totness is de hoofdplaats van het noordwestelijke district Coronie van Suriname. Het ligt in het uiterste noorden van het zeer langwerpige ressort met dezelfde naam.
De plaats is gelegen aan de Oost-Westverbinding die Nieuw-Nickerie in het westen verbindt met de hoofdstad van Suriname Paramaribo.

## Plantage
De plaats dankt haar naam, evenals verschillende andere plaatsen in Coronie, aan Engelse en Schotse kolonisten die hier hun plantages begonnen. De katoenplantage Totness was gelegen tussen de plantages Mary's Hope en Friendship. 

## Vervoer
Totness is via de weg te bereiken via de Oost-Westverbinding. In de buurt van het dorp bevindt zich de Totness Airstrip met een verbinding naar Zorg en Hoop Airport in Paramaribo.

## Mangrove Educatiecentrum
Het als museum ingerichte Mangrove Educatiecentrum bevindt zich in de historische, gerenoveerde kazerne van de brandweer. Het gaat in op het belang van de mangrovebossen die de kustlijn beschermen tegen afkalving en een broedplaats zijn voor allerlei waterdieren en vogels.

## Voorzieningen
De plaats is de zetel van de districtscommissaris, telt een logeergebouw voor reizigers en is met enkele kantoren, scholen en winkels het regionale bestuurlijke en commerciële centrum.

## Toerisme
Het Tata Colin Plein vormt een toeristisch middelpunt. Deze wordt sinds juli 2024 acht maanden lang heringericht tot een toeristisch infopunt, met kiosken met eten, drinken, lokale producten en souvenirs. Er zijn al enkele eetgelegenheden en openbare toiletten. Hier staan de volgende monumenten:
| Artikel                   | Type       | Omschrijving                    | Foto | Kunstenaar                                                       | Onthulling |
| ------------------------- | ---------- | ------------------------------- | ---- | ---------------------------------------------------------------- | ---------- |
| Standbeeld van Tata Colin | standbeeld | Tata Colin                      |      | 1999                                                             | 1999       |
| Gedenkteken Revolutie     | standbeeld | Sergeantencoup                  |      | A. Mungroo (ontwerper); F. Mac Donald en A. Pengel (uitvoerders) | 1981       |
| I love Coronie            | beeldmerk  | symbool van liefde voor Coronie |      | Aswin Doorson                                                    | 2014       |

## Internet
In Totness komt de Suriname-Guyana Submarine Cable System (SG-SCS) aan land, een internetverbinding die het Surinaamse internet verbindt met Guyana en Trinidad, en van daaruit met de rest van de wereld.

## Bevolking
Volgens de volkstelling van 2012 telt Totness 2.150 inwoners. De grootste bevolkingsgroepen zijn Creolen (65%), Javanen (24%) en mensen van gemengde afkomst (8%).
| Bevolkingsgroep  | Aantal | %       |
| ---------------- | ------ | ------- |
| Inheemsen        | 7      | 0,33%   |
| Marrons          | 9      | 0,42%   |
| Creolen          | 1.365  | 63,49%  |
| Afro-Surinamers  | 3      | 0,14%   |
| Hindoestanen     | 49     | 2,28%   |
| Javanen          | 516    | 24,00%  |
| Chinezen         | 18     | 0,84%   |
| Europees/blank   | 1      | 0,05%   |
| Gemengde afkomst | 171    | 7,95%   |
| Overig           | 8      | 0,37%   |
| Weet niet        | 0      | -       |
| Geen antwoord    | 3      | 0,14%   |
| Totaal           | 2.150  | 100,00% |

## Bekende inwoners van Totness

### Geboren
- Emile Wijntuin (1924-2020), politicus
- Michaël Slory (1935-2018), dichter
- Wim Udenhout (1937-2023), politicus; premier 1984-1986
- S. Sombra (1939), dichter
- Jozef Slagveer (1940-1982), journalist, dichter en schrijver
- Letitia Vriesde (1964), atlete

## Galerij

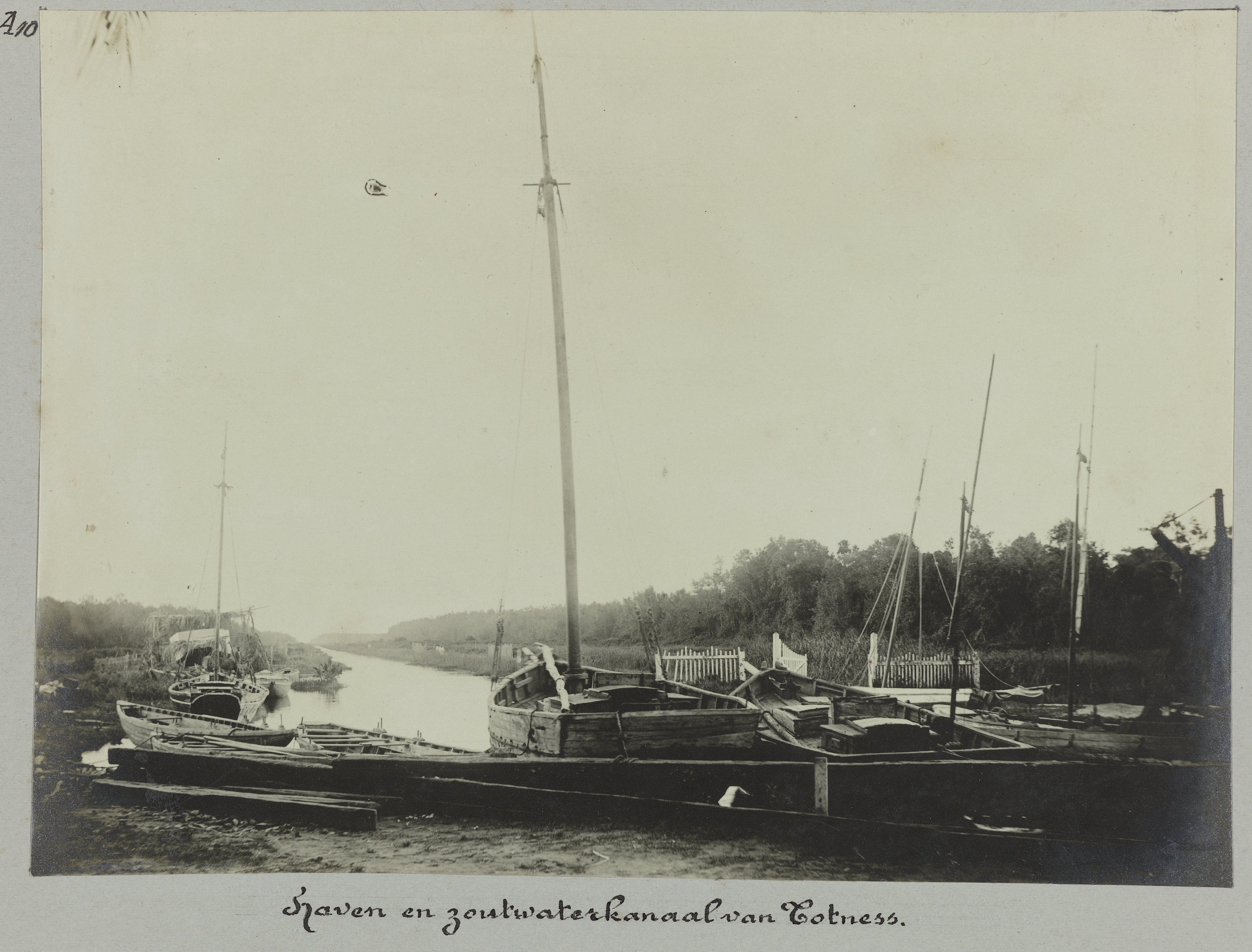
Haven van Totness (1906-1913)
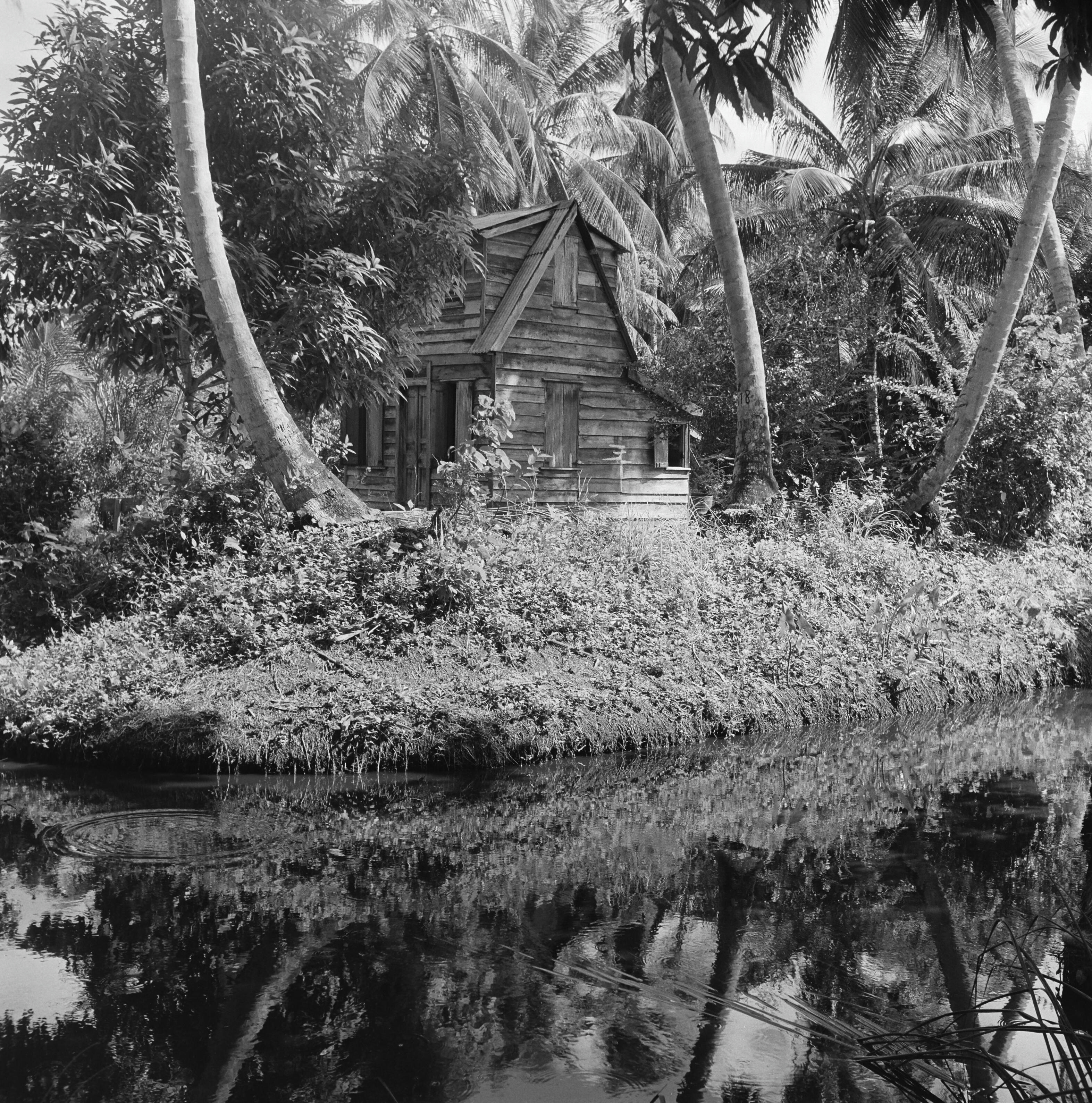
Verborgen huisje (1967)
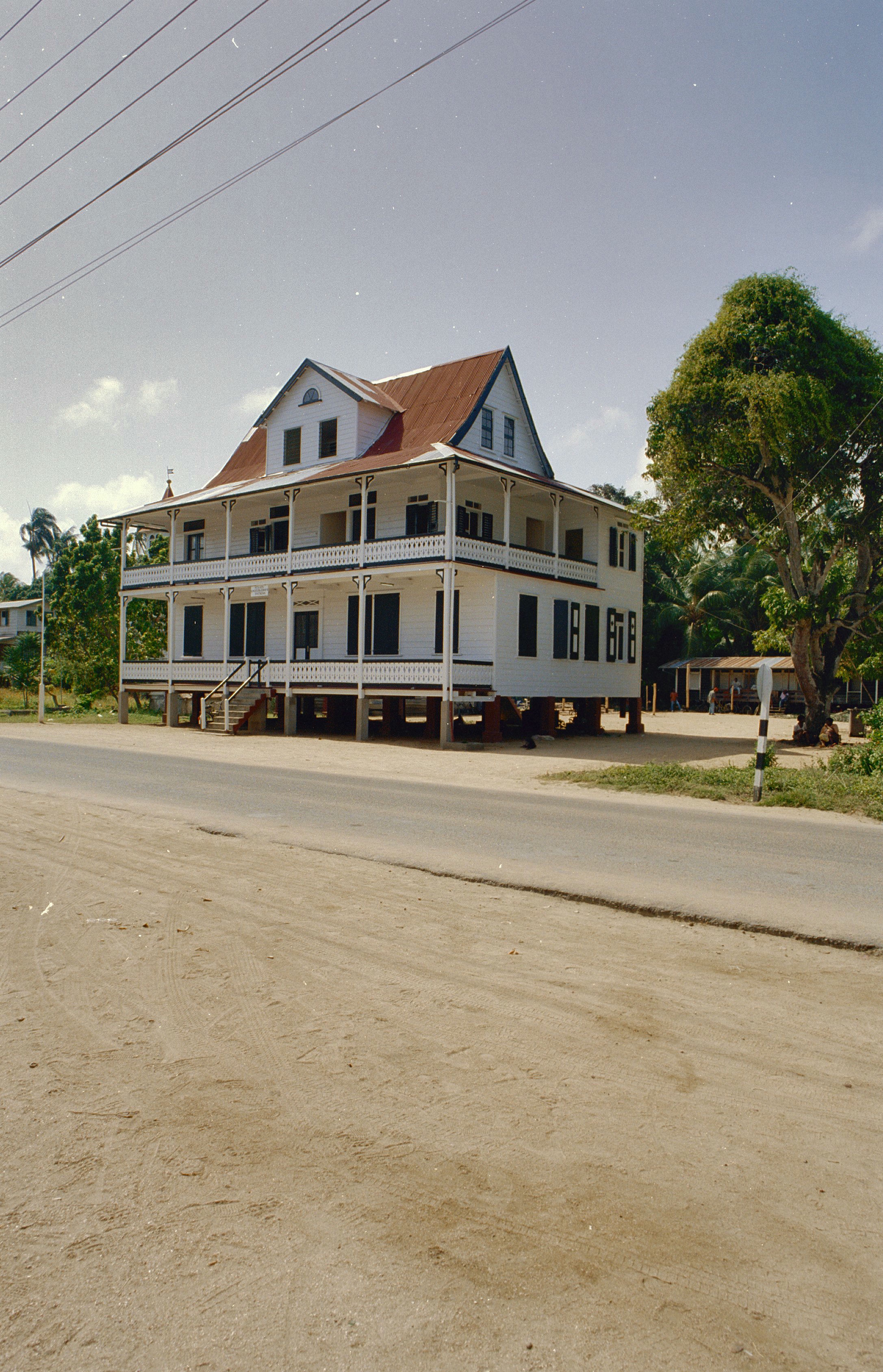
Huis in Totness
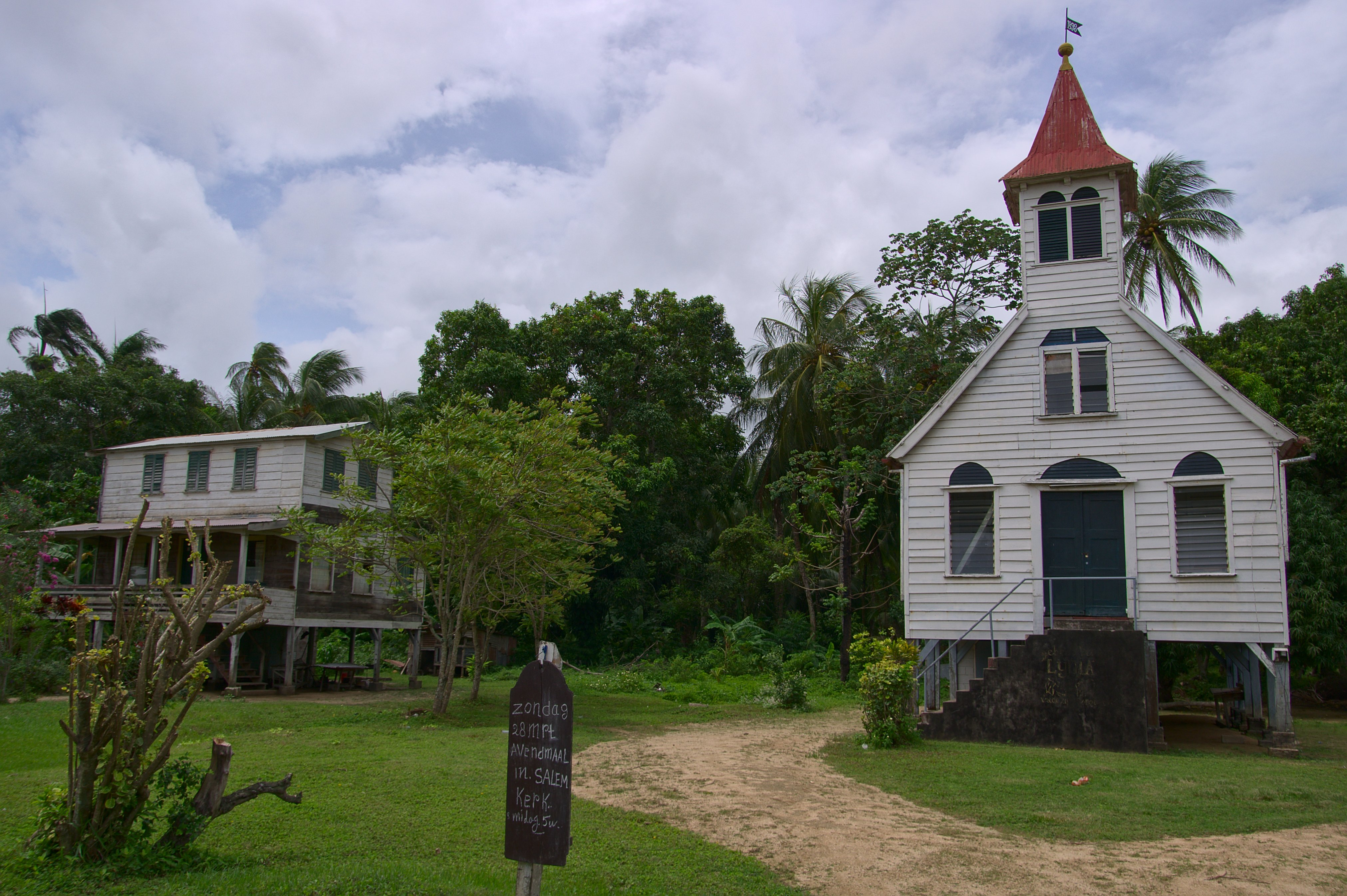
Kerk van Totness